# 月旦評
月旦評又名汝南月旦評，是由東漢末年汝南郡人許劭所主持的品評人物活動。
東漢末年許劭與其從兄許靖喜欢品评當代人物，常在每月的初一，发表对当时人物的品评，故稱“月旦評”。例如許劭評曹操是“治世之能臣，亂世之奸雄。”月旦評影響深遠，孔尙任《桃花扇·修札》:“舌脣才動，也成月旦春秋。”
月旦評本身也頗受譏評，祖纳和王隐都認為一個月內便行褒贬，實在太過草率 。梅陶更稱：“月旦，私法也。”蒋济《万机论》云许子将“褒贬不平，以拔樊子昭而抑许文休。”《后汉书》本传亦称许劭“与从兄靖不睦，时议以此少之”。诸葛恪《与丞相陆逊书》：“自汉末以来，中国士大夫如许子将辈，所以更相谤讪，或至于祸，原其本起，非为大雠。惟坐克己不能尽如礼，而责人专以正义。”葛洪更认为“月旦评”是结党营私的表现。